# Żelichowo (województwo wielkopolskie)
Żelichowo (niem. Selchow) – wieś w Polsce położona w województwie wielkopolskim, w powiecie czarnkowsko-trzcianeckim, w gminie Krzyż Wielkopolski.
W latach 1975–1998 miejscowość należała administracyjnie do województwa pilskiego.
Przez miejscowość przepływa Człopica, rzeka dorzecza Warty.